# 跨巴布亚公路
跨巴布亚公路（印尼语：Jalan Trans-Papua）是从索龙到马老奇共11条互不相连的公路的总称，总长4,330.07公里，其中位于西巴布亚省的有1,070.62公里，位于巴布亚省的有3,995公里。截止2017年5月已完工89%，预计所有道路将于2018年完工。
到2017年3月，已建起长3,850公里的道路，包括884公里在与巴布亚新几内亚的边界公路之中的路段（边界公路长1,068公里）。剩下的跨巴布亚公路将在2017年和2018年间完工，包括总长7,000米的桥梁，并不是所有的公路都由沥青铺装。截止至2020年10月，約200-300公里路段有鋪設瀝青。

## 公路段
包括在巴布亚省的7段公路和西巴布亚省的4段公路：

### 在巴布亚省
- 查亚普拉 - 萨米
- 纳比雷 - Waghete - 埃纳罗塔利
- 马老奇 - 塔纳默拉 - 奥克西比尔
- 恩杜加 - 瓦梅纳
- 蒂米卡 - Mapurujaya - Pomako
- 塞鲁伊 - Menawi - Saubeba
- 埃纳罗塔利 - Moanemani

### 在西巴布亚省
- 索龙 - 梅布拉特 - 马诺夸里
- 马诺夸里 - 宾图尼
- 法克法克 - Hurimber - Bomberay
- 索龙 - Mega Moraid

## 资料来源
1. 1 2  . www.sinchew.com. 星洲网新闻. 2017-05-13  [2017-10-16]. （原始内容存档于2017-10-16）.
2. 1 2  .   [2017-03-10]. （原始内容存档于2017-03-12）.
3. ↑  盛, 超. . www.ccpit.org. 中国国际贸易促进委员会. 2017-06-05  [2017-10-16]. （原始内容存档于2017-10-16）.
4. ↑  Dana Aditiasari. .   [2017-03-10]. （原始内容存档于2017-03-12）.
5. ↑  . 2017-03-07  [2017-07-14]. （原始内容存档于2017-06-23）.
6. ↑  . 2017-03-07  [2017-07-14]. （原始内容存档于2017-10-16）.
7. ↑  . 2017-05-10  [2017-07-14]. （原始内容存档于2017-10-16）.
8. ↑  . www.guojiribao.com. 国际日报. 2017-03-02  [2017-10-16]. （原始内容存档于2017-10-16）.